# Winter-Universiade 2013/Eiskunstlauf
Bei der Winter-Universiade 2013 wurden vier Wettkämpfe im Eiskunstlauf ausgetragen.

## Bilanz

### Medaillenspiegel
| Platz  | Land          | Gold | Silber | Bronze | Gesamt |
| ------ | ------------- | ---- | ------ | ------ | ------ |
| 1      | Russland      | 2    | 2      | 2      | 6      |
| 2      | China         | 1    | –      | –      | 1      |
| 2      | Frankreich    | 1    | –      | –      | 1      |
| 4      | Italien       | –    | –      | 1      | 2      |
| 5      | Aserbaidschan | –    | 1      | –      | 1      |
| 6      | Japan         | –    | –      | 1      | 1      |
| Gesamt | Gesamt        | 4    | 4      | 4      | 12     |

### Medaillengewinner
| Disziplin     | Gold                            | Silber                                 | Bronze                                   |
| ------------- | ------------------------------- | -------------------------------------- | ---------------------------------------- |
| Männer Einzel | Song Nan                        | Gordei Gorschkow                       | Akio Sasaki                              |
| Frauen Einzel | Sofja Birjukowa                 | Valentina Marchei                      | Sofja Mischina                           |
| Paarlauf      | Xenija Stolbowa / Fjodor Klimow | Jewgenija Tarassowa / Wladimir Morosow | Nicole Della Monica / Matteo Guarise     |
| Eistanz       | Pernelle Carron / Lloyd Jones   | Julija Slobina / Alexei Sitnikow       | Wiktorija Sinizina / Ruslan Schiganschin |